# Megastigma skinneri
Megastigma skinneri là một loài thực vật có hoa trong họ Cửu lý hương. Loài này được Hook. f. mô tả khoa học đầu tiên năm 1862.